# Креств'ю (Флорида)
Креств'ю (англ. Crestview) — місто (англ. city) в США, в окрузі Окалуса штату Флорида. Населення — 27 134 особи (2020).

## Географія
Креств'ю розташований за координатами 30°44′51″ пн. ш. 86°34′46″ зх. д. / 30.74750° пн. ш. 86.57944° зх. д. (30.747616, -86.579505).  За даними Бюро перепису населення США в 2010 році місто мало площу 41,86 км², з яких 41,50 км² — суходіл та 0,35 км² — водойми.

### Клімат
| Клімат : Креств'ю                  | Клімат : Креств'ю | Клімат : Креств'ю | Клімат : Креств'ю | Клімат : Креств'ю | Клімат : Креств'ю | Клімат : Креств'ю | Клімат : Креств'ю | Клімат : Креств'ю | Клімат : Креств'ю | Клімат : Креств'ю | Клімат : Креств'ю | Клімат : Креств'ю | Клімат : Креств'ю |
| Показник                           | Січ.              | Лют.              | Бер.              | Квіт.             | Трав.             | Черв.             | Лип.              | Серп.             | Вер.              | Жовт.             | Лист.             | Груд.             | Рік               |
| Абсолютний максимум, °C            | 29,4              | 28,3              | 32,2              | 35,0              | 38,3              | 40,0              | 40,6              | 39,4              | 37,8              | 34,4              | 30,6              | 28,3              | 40,6              |
| Середній максимум, °C              | 16,5              | 18,6              | 22,2              | 25,7              | 29,8              | 32,4              | 33,2              | 32,9              | 30,9              | 26,7              | 22,0              | 17,4              | 25,7              |
| Середній мінімум, °C               | 2,5               | 4,1               | 7,1               | 10,4              | 15,0              | 19,3              | 20,9              | 20,9              | 18,2              | 12,2              | 6,9               | 3,8               | 11,8              |
| Абсолютний мінімум, °C             | −13,3             | −12,2             | −8,3              | −1,7              | 3,3               | 11,1              | 13,9              | 13,3              | 4,4               | −2,2              | −8,3              | −12,8             | −13,3             |
| Норма опадів, мм                   | 147               | 130               | 161               | 106               | 113               | 168               | 182               | 154               | 113               | 99                | 118               | 109               | 1600              |
| Днів з опадами                     | 10,1              | 9,2               | 9,3               | 7,6               | 8,6               | 12,6              | 15,9              | 13,7              | 9,6               | 7,7               | 8,0               | 9,8               | 122,1             |
| ---------------------------------- | ----------------- | ----------------- | ----------------- | ----------------- | ----------------- | ----------------- | ----------------- | ----------------- | ----------------- | ----------------- | ----------------- | ----------------- | ----------------- |
| Джерело: NOAA, The Weather Channel |                   |                   |                   |                   |                   |                   |                   |                   |                   |                   |                   |                   |                   |

## Демографія
Згідно з переписом 2010 року, у місті мешкало 20 978 осіб у 7654 домогосподарствах у складі 5442 родин. Густота населення становила 501 особа/км².  Було 9153 помешкання (219/км²).
Расовий склад населення:
| - 71,4 % — білих - 18,6 % — чорних або афроамериканців - 3,1 % — азіатів - 0,5 % — корінних американців - 0,3 % — вихідців з тихоокеанських островів - 1,7 % — осіб інших рас |

До двох чи більше рас належало 4,4 %. Частка іспаномовних становила 6,6 % від усіх жителів.
За віковим діапазоном населення розподілялося таким чином: 27,9 % — особи молодші 18 років, 62,9 % — особи у віці 18—64 років, 9,2 % — особи у віці 65 років та старші. Медіана віку мешканця становила 31,7 року. На 100 осіб жіночої статі у місті припадало 95,8 чоловіків;  на 100 жінок у віці від 18 років та старших — 93,1 чоловіків також старших 18 років.
Середній дохід на одне домашнє господарство  становив 57 853 долари США (медіана — 51 407), а середній дохід на одну сім'ю — 66 390 доларів (медіана — 59 769). Медіана доходів становила 47 173 долари для чоловіків та 29 519 доларів для жінок. За межею бідності перебувало 19,1 % осіб, у тому числі 26,3 % дітей у віці до 18 років та 11,7 % осіб у віці 65 років та старших.
Цивільне працевлаштоване населення становило 8687 осіб. Основні галузі зайнятості: освіта, охорона здоров'я та соціальна допомога — 19,8 %, публічна адміністрація — 17,5 %, мистецтво, розваги та відпочинок — 17,1 %.